# Blaise Matuidi
Blaise Matuidi, född 9 april 1987 i Toulouse, är en fransk före detta fotbollsspelare som spelade som defensiv mittfältare. Han representerade det franska landslaget mellan 2010 och 2019.

## Klubbkarriär

### Tidig karriär
Matuidi började spela fotboll i US Fontenay-sous-Bois som sexåring. Därefter spelade han juniorfotboll för CO Vincennes mellan 1998 och 2001. Matuidi spelade sedan för Créteil mellan 2001 och 2002 och därefter Clairefontaine mellan 2002 och 2003.

### Troyes
I juli 2003 gick han till Troyes. Matuidi debuterade i Ligue 2 den 23 november 2004 i en 2–1-vinst över Gueugnon. Han spelade totalt två ligamatcher under säsongen 2004/2005. Matuidis andra match var en 1–0-vinst över Guingamp den 4 februari 2005.
Säsongen 2005/2006 var Troyes nykomlingar i Ligue 1, men Matuidi fick stort förtroende och spelade 31 matcher samt gjorde ett mål. Förtroendet fortsatte under säsongen 2006/2007 och Matuidi spelade 34 matcher samt gjorde tre mål. Klubben slutade dock på 18:e plats och blev nedflyttade.

### Saint-Étienne
I juli 2007 värvades Matuidi av Saint-Étienne, där han skrev på ett fyraårskontrakt. Den 11 augusti 2007 debuterade Matuidi i en 3–1-vinst över Valenciennes. Han spelade totalt 35 ligamatcher under sin första säsong i klubben. Under säsongen 2008/2009 spelade Matuidi 27 ligamatcher och gjorde två mål.
I början av säsongen 2009/2010 var Matuidi lagkapten för klubben. Under denna säsongen spelade han totalt 36 ligamatcher och gjorde ett mål. Under säsongen 2010/2011 spelade Matuidi 34 ligamatcher.

### Paris Saint-Germain
Den 25 juli 2011 värvades Matuidi av Paris Saint-Germain, där han skrev på ett treårskontrakt. Den 6 augusti 2011 debuterade Matuidi i en 1–0-förlust mot Lorient. Han spelade totalt 29 ligamatcher och gjorde ett mål under sin första säsong i klubben. Säsongen 2012/2013 spelade Matuidi 37 ligamatcher och gjorde fem mål samtidigt som PSG vann sin första ligatitel på 19 år. I maj 2013 var Matuidi en av fem PSG-spelare som blev uttagna i "Årets lag i Ligue 1".
I februari 2014 förlängde han sitt kontrakt i klubben med fyra år. Under säsongen 2013/2014 vann PSG återigen ligan samt slog nytt poängrekord medan Matuidi spelade 36 ligamatcher och gjorde fem mål. Säsongen 2014/2015 vann PSG ligan för tredje raka året och Matuidi spelade 34 ligamatcher samt gjorde fyra mål.
Säsongen 2015/2016 spelade Matuidi 31 ligamatcher och gjorde fyra mål. PSG vann sin fjärde raka ligatitel under säsongen och klubben säkrade titeln redan när det var åtta omgångar kvar. Han blev under säsongen även uttagen i "Årets lag i Ligue 1" för andra gången. Säsongen 2016/2017 spelade han 34 ligamatcher och gjorde fyra mål. Under säsongen 2017/2018 spelade Matuidi två ligamatcher.

### Juventus
Den 18 augusti 2017 värvades Matuidi av Juventus, där han skrev på ett treårskontrakt. Matuidi debuterade i Serie A den 19 augusti 2017 i en 3–0-vinst över Cagliari, där han blev inbytt i den 71:a minuten mot Gonzalo Higuaín.

### Inter Miami
Den 13 augusti 2020 värvades Matuidi på fri transfer av amerikanska Inter Miami. Han debuterade i MLS den 6 september 2020 i en 0–0-match mot Nashville.

## Landslagskarriär
Den 7 september 2010 debuterade Matuidi för Frankrikes landslag i en 2–0-vinst över Bosnien och Hercegovina, där han blev inbytt i den 80:e minuten mot Florent Malouda. I maj 2012 blev Matuidi uttagen i Frankrikes trupp till fotbolls-EM 2012.
I maj 2014 blev Matuidi uttagen i Frankrikes trupp till fotbolls-VM 2014 av förbundskaptenen Didier Deschamps. I maj 2016 blev han uttagen i Frankrikes trupp till EM 2016 i Frankrike. Han vann VM-guld med Frankrike i VM 2018.